# Тортони (мороженое)
Торто́ни (англ. tortoni, бисквит тортони, англ. biscuit tortoni) — сорт итальянского мороженого в США, ванильное мороженое, смешанное с миндальной крошкой, которую также заменяют крошкой макаруна, в связи с чем используется второе название «бисквит тортони». Сервируется также с ромом и мараскиновой вишней. Считается, что мороженое тортони появилось в 1890-е годы в Париже, его придумали в кафе «Наполитен» и назвали в честь его владельца Тортони. В США тортони привезли итальянские иммигранты, первое упоминание мороженого тортони на английском языке относится к 1922 году.